# Região Econômica do Noroeste
A Região Econômica do Noroeste (russo: Се́веро-За́падный экономи́ческий райо́н, tr.: Severo-Zapadny ekonomicheski raion) é uma das doze Regiões Econômicas da Rússia.

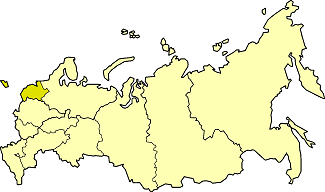
A Rússia e a Região Econômica do Noroeste

As cidades mais importantes da Região Econômica do Noroeste são São Petersburgo, Novgorod e Pskov.
Tem uma superficie de 196.500 km², com uma população de 7.785.589 habitantes (2002), com uma densidade  de 40 hab/km², dos quais 87% é população urbana.

## Composição
1. Oblast de Leningrado
2. Oblast de Novgorod
3. Oblast de Pskov
4. Cidade Federal de São Petersburgo

## Indicadores socioeconômicos
São Petersburgo, com seu porto no Mar Báltico e sua proximidade da Finlândia, fez desta Região a janela da Rússia para o Oeste. Sua história é muito diferente da de Moscou ou outras partes da Federação Russa. Isto se vê refletido nas perspectivas positivas de muitos de seus moradores. Tanto a avaliação da economia atual como a perspectiva de melhora de suas vidas é bem maior que os padrões russos normais. A Região também é um centro de atração para estudantes de toda a Rússia que procurem educação superior de qualidade. 